# Global Solutions Initiative
Die Global Solutions Initiative ist ein Think Tank Netzwerk, das internationale Organisationen wie die G7, G20, die OECD und andere zu Fragen globaler Probleme wie Klimawandel, sozialer Ungerechtigkeit oder Migration berät und politische sowie forschungsbasierte Empfehlungen gibt. Der Sitz des Sekretariats ist in Berlin. Die Global Solutions Initiative wurde 2017 anlässlich der deutschen G20-Ratspräsidentschaft von Dennis J. Snower gegründet, der zugleich Präsident der Initiative ist. Die Initiative begleitet die jeweiligen G7 und G20 Präsidentschaften.

## Struktur und Ziel
Rückgrat der Global Solutions Initiative sind die im T20-Netzwerk zusammengeschlossenen Think Tanks (T = Think). Die mit ihr assoziierten Think Tanks und Universitäten hat die Initiative im „Council for Global Problem-Solving“ (CGP) zusammengeführt. Dieser formuliert forschungsbasierte Politikempfehlungen für die G20, die jährlich über die T20 dem jeweiligen G20-Präsidenten übergeben werden. Die Empfehlungen beziehen sich inhaltlich auf die Prioritäten der G20 und T20 (z. B. Klimawandel, soziale Ungleichheit, Datengesellschaft, Migration, Geschlechtergerechtigkeit, Kooperation mit Afrika, Zukunft der Arbeit, Weiterentwicklung des Multilateralismus, globale Gesundheitsvorsorge, Ernährungs- und Energiesicherheit). Auf der „G20 Insights Platform“ macht die Global Solutions Initiative die Handlungsempfehlungen der Öffentlichkeit zugänglich. Der Forschungskoordinator der Global Solutions Initiative ist das Institut für Weltwirtschaft in Kiel (IfW).
Die Global Solutions Initiative setzt sich dafür ein, dass im Zentrum von Politik, Wirtschaft und gesellschaftlichem Miteinander die Wiederverknüpfung („Recoupling“) von ökonomisch-technologischem und sozialem Fortschritt steht. Um dies zu erreichen, müsse es zu einem Paradigmenwechsel in Wirtschaft und Gesellschaft in Richtung Nachhaltigkeit kommen:

„Beim Recoupling geht es […] darum, auf zukunftsorientierte Ausbildung und auf lebenslanges Lernen zu setzen und dabei einen Schwerpunkt auf die soziale Solidarität und die persönliche Befähigung zu legen, das eigene Leben durch eigene Kraft zu gestalten. Also die gesellschaftliche Dimension jeder Handlung miteinzubeziehen. (Dennis J. Snower und Markus Engels zum Konzept von „Recoupling“ in der Süddeutschen Zeitung, 27. September 2019)“

## Leitung
Gründer und zugleich Präsident der Global Solutions Initiative ist Dennis J. Snower. Darüber hinaus ist er seit dem Studienjahr 2019/20 Professor für Makroökonomie und Nachhaltigkeit an der Hertie School of Governance in Berlin, Fellow an der THE NEW INSTITUTE, Senior Research Fellow an der Blavatnik School of Government (Oxford University), Non-resident Fellow der Brookings Institution und Gastprofessor am University College London und Birkbeck College, Research Fellow am Center for Economic Policy Research (London). Bis 2019 war er Präsident des Instituts für Weltwirtschaft in Kiel (IfW).
Generalsekretär der Initiative ist Markus Engels, der u. a. für den Deutschen Bundestag, die SPD und das Europaparlament arbeitete. Geschäftsführerinnen der Global Solutions Initiative Foundation sind Agnes Michalik und Susanne Staufer.

## Formate und Publikationen
Die Global Solutions Initiative veranstaltet einmal jährlich den Global Solutions Summit in Berlin, der in der Mitte einer jeweiligen G20-Präsidentschaft stattfindet. Zu dieser Konferenz werden Regierungschefs, Minister, Vertreter von internationalen Organisationen und der globalen Zivilgesellschaft sowie Wirtschaftsvertreter mit führenden Wissenschaftlern eingeladen, um über konkrete Lösungsvorschläge für einen nachhaltigen Multilateralismus zu beraten. Unter anderem nahmen bereits Bundeskanzlerin Angela Merkel, Finanzminister Olaf Scholz und Außenminister Heiko Maas am Global Solutions Summit teil, ebenso wie die EU-Vizekommissionspräsidenten Frans Timmermans und Valdis Dombrovskis, die Nobelpreisträger Georg Akerlof, James J. Heckman, Edmund Phelps, die G20-Sherpa der OECD Gabriela Ramos, die Präsidentin des Global Summit of Women Irene Natividad und die Gründerin des afrikanischen Technologiekonzerns Janngo, Fatoumata Ba.
Die Global Solutions Initiative bietet außerdem jährlich ein Nachwuchsprogramm für junge Führungskräfte aus der ganzen Welt an, die sich dem Recoupling-Narrativ der Initiative verpflichtet fühlen. Im Rahmen des sogenannten Young Global Changers (YGC) Programms werden bis zu 100 junge Leute aus Forschung, Politikberatung, Wirtschaft und Zivilgesellschaft zum Global Solutions Summit eingeladen und absolvieren zuvor eine Summer School.
Die Global Solutions Initiative ist Herausgeber des Global Solutions Journal, das Artikel von Wissenschaftlern sowie von Autoren aus Wirtschaft und Zivilgesellschaft zusammenfasst, die an der Umsetzung von Ideen globaler Lösungen arbeiten. Die Ausgaben sollen eine Brücke zwischen Visionen, Empfehlungen und Aktionen schlagen und werden zum Global Solutions Summit sowie zu offiziellen T20- und Think7-Veranstaltungen veröffentlicht.

## Finanzierung
Die Global Solutions Initiative finanziert sich durch Kooperationen mit Partnern, u. a. mit der Stiftung Mercator, The New Institute, der Deutschen Bundesstiftung Umwelt, der Gesellschaft für Internationale Zusammenarbeit (GIZ), dem Bundesministerium der Finanzen, der Friedrich-Ebert-Stiftung und PwC International. Globaler Medienpartner ist CNBC. Andere Medienpartner sind auch FleishmanHillard und der lokale Radiosender Radio Eins.